# Mequetrefe
Mequetrefe è un singolo della musicista venezuelana Arca, pubblicato il 17 giugno 2020 come terzo estratto dal quarto album in studio Kick I.

## Descrizione
La parola "Mequetrefe" indica una persona inutile e fastidiosa, in  particolare di sesso maschile. In questo caso, la musicista lo usa per descrivere una situazione a lei senza senso. La canzone parla di sentirsi forti e coraggiosi, voler uscire allo scoperto per farsi vedere e, nella parte centrale, di combattere le proprie paure e insicurezze, caratterizzate da un suono industrial. L'inizio e la fine del brano sono influenzate dal reggaeton.

## Tracce
Testi e musiche di Alejandra Ghersi.
1. Mequetrefe – 2:20

## Formazione
Crediti tratti dall'edizione LP dell'album.
- Arca – performer, autrice dei testi, autrice delle musiche, produzione
- Alex Epton – missaggio
- Enyang Urbiks – mastering